# Ángel Bossio
Ángel Bossio, född 5 maj 1905 i Buenos Aires, död 31 augusti 1978 i Buenos Aires, var en argentinsk fotbollsspelare.
Bossio blev olympisk silvermedaljör i fotboll vid sommarspelen 1928 i Amsterdam.